# Coniopteryx (Coniopteryx) simplicior
Coniopteryx (Coniopteryx) simplicior is een insect uit de familie van de dwerggaasvliegen (Coniopterygidae), die tot de orde netvleugeligen (Neuroptera) behoort. 
Coniopteryx (Coniopteryx) simplicior is voor het eerst wetenschappelijk beschreven door Meinander in 1972.